# Roland Dumas
Roland Dumas (ur. 23 sierpnia 1922 w Limoges, zm. 3 lipca 2024) – francuski polityk i prawnik, działacz Partii Socjalistycznej, parlamentarzysta i minister, w latach 1995–2000 przewodniczący Rady Konstytucyjnej.

## Życiorys
W trakcie II wojny światowej jego ojciec, Georges Dumas, został zastrzelony przez Gestapo. Roland Dumas również uczestniczył w ruchu oporu; został aresztowany, uciekł wkrótce przed wyzwoleniem Francji. Za swoją działalność otrzymał m.in. Krzyż Wojenny.
Ukończył studia prawnicze w Paryżu. Kształcił się w Instytucie Nauk Politycznych w Paryżu i w London School of Economics. W 1950 uzyskał uprawnienia adwokata, podejmując praktykę zawodową w Limoges. Zyskał rozpoznawalność m.in. jako skuteczny obrońca oskarżonego o zabójstwo działacza komunistycznego Georges’a Guingouina oraz oskarżonego o ujawnienie tajemnicy państwowej urzędnika Jeana Monsa. Był także pełnomocnikiem osób publicznych, do jego klientów należeli Marc Chagall, Jean Genet, Alberto Giacometti i Pablo Picasso.
Stał się bliskim współpracownikiem François Mitterranda. Zaangażował się w działalność polityczną w ramach ugrupowań lewicowych, w tym powstałej w 1969 Partii Socjalistycznej. W latach 1956–1958 po raz pierwszy sprawował mandat deputowanego. Ponownie był posłem w okresie 1967–1968. Do Zgromadzenia Narodowego powrócił w 1981, z powodzeniem ubiegając się o reelekcję w wyborach w 1986 i 1988.
Od grudnia 1983 do grudnia 1984 pełnił funkcję ministra do spraw europejskich w gabinetach, którymi kierowali Pierre Mauroy i Laurent Fabius, od czerwca 1984 był jednocześnie rzecznikiem prasowym rządu. Od grudnia tegoż roku do marca 1986 u Laurenta Fabiusa kierował po raz pierwszy resortem spraw zagranicznych. W maju 1988, po powrocie socjalistów do władzy, został ponownie ministrem spraw zagranicznych, uzyskując wówczas rangę ministra stanu. Urząd ten sprawował do marca 1993, wchodząc w skład dwóch rządów Michela Rocarda, a także gabinetów Édith Cresson i Pierre’a Bérégovoy.
W lutym 1995 kończący kadencję François Mitterrand powołał go na przewodniczącego Rady Konstytucyjnej. W marcu 1999 Roland Dumas zawiesił się w pełnieniu tej funkcji, a zrezygnował z niej w marcu 2000. Wiązało się to z oskarżeniem go o przyjmowanie korzyści majątkowych od koncernu paliwowego (tzw. afera Elf). W pierwszej instancji polityk został skazany, jednak w 2003 w wyniku postępowania odwoławczego został uniewinniony. W 2007 został natomiast skazany na karę pozbawienia wolności z warunkowym zawieszeniem jej wykonania i na grzywnę za nadużycia jako wykonawca woli wdowy po Albercie Giacomettim.